# Nikola Stevanović (Fußballspieler)
Nikola Stevanović (serbisch-kyrillisch Никола Стевановић; * 13. September 1998 in Niš) ist ein serbischer Fußballspieler, der beim FK Napredak Kruševac unter Vertrag steht.

## Karriere

### Verein
Er begann mit dem Fußballspielen in seiner Heimatstadt in der Jugendmannschaft des FK Radnički Niš. Dort durchlief er alle Jugendmannschaften und kam am 6. April 2016 auch zu seinem ersten Einsatz in der 1. Liga in Serbien, als er bei der 0:3-Heimniederlage gegen den FK Vojvodina in der 75. Spielminute für Radoš Bulatović eingewechselt wurde. Nachdem er in den nächsten Spielzeiten nur zu sporadischen Einsätzen gekommen war, wurde er im Sommer 2018 ligaintern an den FK Dinamo Vranje verliehen. Dort kam er zu insgesamt 25 Pflichtspielen, konnte den Abstieg seiner Mannschaft allerdings nicht verhindern. Nach seiner Rückkehr wurde er Stammspieler in seiner Mannschaft und kam auf insgesamt 87 Pflichtspiele, bei denen ihm insgesamt vier Tore gelangen. 
Im Winter 2022 wechselte er nach Deutschland und schloss sich dem FC Ingolstadt 04 in der 2. Bundesliga an, konnte den Abstieg in die 3. Liga aber auch nicht verhindern. Im Sommer 2023 wurde sein Vertrag in Ingolstadt aufgelöst.
Anfang September 2023 wechselte er zurück nach Serbien zum Erstligisten FK Napredak Kruševac.

### Nationalmannschaft
Stevanović absolvierte im Jahr 2016 für die serbische U18-Nationalmannschaft vier Spiele. Sein Debüt in der A-Nationalmannschaft gab er am 25. Januar 2021 beim Freundschaftsspiel gegen die Auswahl der Dominikanischen Republik. 